# Liste des monuments historiques des Alpes-de-Haute-Provence
Cet article recense les monuments historiques des Alpes-de-Haute-Provence, en France.

## Statistiques
Au 21 juillet 2025, les Alpes-de-Haute-Provence comptent 212 édifices comportant au moins une protection au titre des monuments historiques, dont 95 sont classés et 132 sont inscrits. Le total des monuments classés et inscrits est supérieur au nombre total de monuments protégés car plusieurs d'entre eux sont à la fois classés et inscrits. 
Le graphique suivant résume le nombre de protections par décennie (ou par année avant 1880) :

## Liste
- Haut – A
- B
- C
- D
- E
- F
- G
- H
- I
- J
- K
- L
- M
- N
- O
- P
- Q
- R
- S
- T
- U
- V
- W
- X
- Y
- Z

| Monument                                                                   | Commune                                                 | Adresse                                        | Coordonnées                      | Notice         | Protection            | Date                | Illustration                                                              |
| -------------------------------------------------------------------------- | ------------------------------------------------------- | ---------------------------------------------- | -------------------------------- | -------------- | --------------------- | ------------------- | ------------------------------------------------------------------------- |
| Château d'Allemagne-en-Provence                                            | Allemagne-en-Provence                                   |                                                | 43° 47′ 00″ nord, 6° 00′ 27″ est | « PA00080348 » | Classé                | 1986                | Château d'Allemagne-en-Provence                                           |
| Chapelle Saint-Sébastien                                                   | Allos                                                   |                                                | 44° 14′ 27″ nord, 6° 37′ 41″ est | « PA04000001 » | Inscrit               | 1996                | Chapelle Saint-Sébastien                                                  |
| Église Notre-Dame-de-Valvert                                               | Allos                                                   |                                                | 44° 14′ 17″ nord, 6° 37′ 42″ est | « PA00080349 » | Classé                | 1846                | Église Notre-Dame-de-Valvert                                              |
| Chapelle Notre-Dame                                                        | Annot                                                   |                                                | 43° 58′ 09″ nord, 6° 40′ 17″ est | « PA00080350 » | Classé                | 1928                | Chapelle Notre-Dame                                                       |
| Croix couverte                                                             | Annot                                                   |                                                | 43° 57′ 41″ nord, 6° 40′ 15″ est | « PA00080351 » | Inscrit               | 1967                | Croix couverte                                                            |
| Portail féodal                                                             | Banon                                                   |                                                | 44° 02′ 19″ nord, 5° 37′ 39″ est | « PA00080352 » | Inscrit               | 1927                | Portail féodal                                                            |
| Monument aux morts de la Vallée                                            | Barcelonnette                                           | 28 avenue des Trois-Frères-Arnaud              | 44° 23′ 11″ nord, 6° 38′ 47″ est | « PA04000029 » | Inscrit               | 2010                | Monument aux morts de la Vallée                                           |
| Tour Cardinalis                                                            | Barcelonnette                                           | Place Mannel                                   | 44° 23′ 15″ nord, 6° 39′ 11″ est | « PA00080353 » | Classé                | 1907                | Tour Cardinalis                                                           |
| Villa Bleue                                                                | Barcelonnette                                           | 1 avenue Porfirio-Diaz avenue de Berwick       | 44° 23′ 12″ nord, 6° 39′ 24″ est | « PA00080354 » | Inscrit               | 1987 2002           | Villa Bleue                                                               |
| Villa Costebelle                                                           | Barcelonnette                                           | Rue François-Arnaud                            | 44° 23′ 21″ nord, 6° 39′ 17″ est | « PA00080355 » | Inscrit               | 1986                | Villa Costebelle                                                          |
| Église Notre-Dame-de-Bethléem                                              | Bayons                                                  |                                                | 44° 20′ 18″ nord, 6° 09′ 47″ est | « PA00080356 » | Classé                | 1891                | Église Notre-Dame-de-Bethléem                                             |
| Fabrique Rolland                                                           | Le Caire                                                |                                                | 44° 22′ 13″ nord, 6° 03′ 38″ est | « PA04000002 » | Inscrit               | 1996                | Image manquante Téléverser                                                |
| Chapelle Saint-Thyrse                                                      | Castellane                                              | Saint-Thyrs                                    | 43° 48′ 42″ nord, 6° 30′ 32″ est | « PA00080357 » | Classé                | 1944                | Chapelle Saint-Thyrse                                                     |
| Dolmen des Pierres Blanches                                                | Castellane                                              |                                                | 43° 53′ 43″ nord, 6° 30′ 24″ est | « PA00132925 » | Inscrit               | 1994                | Image manquante Téléverser                                                |
| Église Saint-Pons                                                          | Castellane                                              | Éoulx                                          | 43° 48′ 50″ nord, 6° 33′ 02″ est | « PA00080358 » | Classé                | 1981                | Image manquante Téléverser                                                |
| Église Saint-Victor                                                        | Castellane                                              | rue Saint-Victor                               | 43° 50′ 50″ nord, 6° 30′ 48″ est | « PA00080359 » | Classé                | 1944                | Église Saint-Victor                                                       |
| Tour carrée                                                                | Castellane                                              |                                                | 43° 50′ 53″ nord, 6° 30′ 51″ est | « PA00080360 » | Inscrit               | 1927                | Image manquante Téléverser                                                |
| Tour de l'Horloge                                                          | Castellane                                              |                                                | 43° 50′ 52″ nord, 6° 30′ 43″ est | « PA00080361 » | Classé                | 1920                | Tour de l'Horloge                                                         |
| Tour pentagonale                                                           | Castellane                                              |                                                | 43° 50′ 53″ nord, 6° 30′ 51″ est | « PA00080362 » | Classé                | 1921                | Tour pentagonale                                                          |
| Église Saint-Pierre-et-Saint-Paul                                          | Castellet-lès-Sausses                                   |                                                | 43° 59′ 39″ nord, 6° 45′ 49″ est | « PA00080363 » | Inscrit               | 1971                | Église Saint-Pierre-et-Saint-Paul                                         |
| Maison médiévale                                                           | Céreste                                                 | Placette                                       | 43° 51′ 26″ nord, 5° 35′ 22″ est | « PA00080511 » | Inscrit Classé        | 1990 1994           | Maison médiévale                                                          |
| Pont romain                                                                | Céreste                                                 |                                                | 43° 51′ 33″ nord, 5° 35′ 41″ est | « PA00080364 » | Classé                | 1862                | Pont romain                                                               |
| Prieuré de Carluc                                                          | Céreste                                                 |                                                | 43° 52′ 17″ nord, 5° 37′ 01″ est | « PA00080365 » | Classé Inscrit        | 1982                | Prieuré de Carluc                                                         |
| Château du Chaffaut                                                        | Le Chaffaut-Saint-Jurson                                |                                                | 44° 02′ 16″ nord, 6° 09′ 00″ est | « PA00080366 » | Inscrit Classé        | 1989 1990           | Château du Chaffaut                                                       |
| Château de Château-Arnoux-Saint-Auban                                      | Château-Arnoux-Saint-Auban                              |                                                | 44° 05′ 36″ nord, 6° 00′ 32″ est | « PA00080367 » | Classé Inscrit        | 1969                | Château de Château-Arnoux-Saint-Auban                                     |
| Châlet Jeanneret-Prouvé                                                    | Château-Arnoux-Saint-Auban                              | Saint-Auban, 3 rue de la Colline               | 44° 04′ 22″ nord, 5° 59′ 21″ est | « PA04000022 » | Classé                | 2024                | Châlet Jeanneret-Prouvé                                                   |
| Châlet Jeanneret-Prouvé                                                    | Château-Arnoux-Saint-Auban                              | Saint-Auban, 9 rue de la Colline               | 44° 04′ 22″ nord, 5° 59′ 21″ est | « PA04000023 » | Classé                | 2024                | Châlet Jeanneret-Prouvé                                                   |
| Monument aux morts                                                         | Château-Arnoux-Saint-Auban                              | Place de la Résistance                         | 44° 05′ 41″ nord, 6° 00′ 34″ est | « PA04000030 » | Inscrit               | 2010                | Monument aux morts                                                        |
| Prieuré Saint-Pierre-ès-Liens                                              | Château-Arnoux-Saint-Auban                              |                                                | 44° 05′ 24″ nord, 6° 00′ 44″ est | « PA00080368 » | Inscrit               | 1978                | Prieuré Saint-Pierre-ès-Liens                                             |
| Chapelle Sainte-Madeleine                                                  | Châteauneuf-Val-Saint-Donat                             | Le Carquois                                    | 44° 04′ 48″ nord, 5° 56′ 38″ est | « PA04000009 » | Inscrit               | 1997                | Chapelle Sainte-Madeleine                                                 |
| Château de Clumanc                                                         | Clumanc                                                 | Le Château                                     | 44° 01′ 37″ nord, 6° 23′ 13″ est | « PA00080369 » | Inscrit               | 1978                | Château de Clumanc                                                        |
| Église Notre-Dame de Clumanc                                               | Clumanc                                                 | Le Château                                     | 44° 01′ 37″ nord, 6° 23′ 13″ est | « PA00080370 » | Inscrit               | 1980                | Église Notre-Dame de Clumanc                                              |
| Tour de l'Annonciade                                                       | Clumanc                                                 |                                                | 44° 01′ 26″ nord, 6° 23′ 06″ est | « PA00080371 » | Inscrit               | 1989                | Image manquante Téléverser                                                |
| Église Saint-Martin                                                        | Colmars                                                 |                                                | 44° 10′ 51″ nord, 6° 37′ 36″ est | « PA00080372 » | Classé                | 1994                | Église Saint-Martin                                                       |
| Enceinte                                                                   | Colmars                                                 | Place de Colmars                               | 44° 10′ 55″ nord, 6° 37′ 38″ est | « PA00080373 » | Classé                | 1923                | Enceinte                                                                  |
| Pont Haut                                                                  | Colmars                                                 | R.D. 908 Chemin des Chaumes                    | 44° 11′ 12″ nord, 6° 37′ 54″ est | « PA00080374 » | Inscrit               | 1948                | Pont Haut                                                                 |
| Pont de Saint-Roch                                                         | Colmars                                                 |                                                | 44° 10′ 49″ nord, 6° 37′ 25″ est | « PA00080375 » | Inscrit               | 1927                | Pont de Saint-Roch                                                        |
| Fort de Tournoux                                                           | La Condamine-Châtelard (aussi sur Saint-Paul-sur-Ubaye) |                                                | 44° 28′ 11″ nord, 6° 45′ 10″ est | « PA04000034 » | Inscrit               | 2016                | Fort de Tournoux                                                          |
| Église Notre-Dame-et-Saint-Martin                                          | Cruis                                                   |                                                | 44° 03′ 45″ nord, 5° 50′ 12″ est | « PA00080376 » | Inscrit               | 1925                | Église Notre-Dame-et-Saint-Martin                                         |
| Chapelle Saint-Pierre                                                      | Curbans                                                 |                                                | 44° 25′ 33″ nord, 6° 02′ 05″ est | « PA00080377 » | Inscrit               | 1975                | Chapelle Saint-Pierre                                                     |
| Cathédrale Notre-Dame-du-Bourg                                             | Digne-les-Bains                                         |                                                | 44° 05′ 50″ nord, 6° 14′ 33″ est | « PA00080379 » | Classé                | 1840                | Cathédrale Notre-Dame-du-Bourg                                            |
| Cathédrale Saint-Jérôme                                                    | Digne-les-Bains                                         |                                                | 44° 05′ 31″ nord, 6° 14′ 09″ est | « PA00080378 » | Classé                | 1906                | Cathédrale Saint-Jérôme                                                   |
| Fontaine                                                                   | Digne-les-Bains                                         |                                                | 44° 05′ 43″ nord, 6° 14′ 29″ est | « PA00080380 » | Inscrit               | 1927                | Fontaine                                                                  |
| Hôtel Thoron de la Robine                                                  | Digne-les-Bains                                         | 3 place de l'Évêché                            | 44° 05′ 34″ nord, 6° 14′ 16″ est | « PA00080381 » | Classé                | 1982                | Image manquante Téléverser                                                |
| Immeuble                                                                   | Digne-les-Bains                                         | 8 place Grenette                               | 44° 05′ 32″ nord, 6° 14′ 14″ est | « PA00080382 » | Inscrit               | 1976                | Image manquante Téléverser                                                |
| Maison d'Alexandra David-Neel                                              | Digne-les-Bains                                         | Avenue du Maréchal-Juin                        | 44° 04′ 54″ nord, 6° 13′ 27″ est | « PA04000004 » | Inscrit               | 1996                | Maison d'Alexandra David-Neel                                             |
| Usine à plâtre de Champourcin                                              | Digne-les-Bains                                         |                                                | 44° 06′ 54″ nord, 6° 13′ 53″ est | « PA04000003 » | Inscrit               | 1996                | Usine à plâtre de Champourcin                                             |
| Ferme du prieuré de Vilhosc                                                | Entrepierres                                            |                                                | 44° 11′ 09″ nord, 6° 00′ 44″ est | « PA00080383 » | Classé                | 1934                | Ferme du prieuré de Vilhosc                                               |
| Pont de la reine Jeanne                                                    | Entrepierres                                            | C.D. 217                                       | 44° 11′ 14″ nord, 6° 02′ 36″ est | « PA00080384 » | Inscrit               | 1987                | Pont de la reine Jeanne                                                   |
| Cathédrale Notre-Dame-de-la-Sed                                            | Entrevaux                                               | Le Parc                                        | 43° 57′ 03″ nord, 6° 49′ 23″ est | « PA04000005 » | Inscrit               | 1996                | Cathédrale Notre-Dame-de-la-Sed                                           |
| Cathédrale Notre-Dame-de-l'Assomption                                      | Entrevaux                                               | Place de l'Église                              | 43° 57′ 02″ nord, 6° 48′ 44″ est | « PA00080386 » | Classé                | 1996                | Cathédrale Notre-Dame-de-l'Assomption                                     |
| Château d'Entrevaux                                                        | Entrevaux                                               |                                                | 43° 57′ 09″ nord, 6° 48′ 48″ est | « PA00080385 » | Inscrit               | 1927                | Image manquante Téléverser                                                |
| Citadelle                                                                  | Entrevaux                                               |                                                | 43° 57′ 09″ nord, 6° 48′ 49″ est | « PA00080387 » | Classé                | 1921 1937           | Citadelle                                                                 |
| Église Saint-Martin                                                        | Entrevennes                                             |                                                | 43° 56′ 19″ nord, 6° 01′ 24″ est | « PA00080388 » | Inscrit               | 1988                | Église Saint-Martin                                                       |
| Château d'Esparron-de-Verdon                                               | Esparron-de-Verdon                                      |                                                | 43° 44′ 20″ nord, 5° 58′ 31″ est | « PA00080389 » | Classé Inscrit        | 1979 2013           | Château d'Esparron-de-Verdon                                              |
| Église Notre-Dame                                                          | Estoublon                                               | Bellegarde                                     | 43° 57′ 21″ nord, 6° 10′ 25″ est | « PA00080390 » | Inscrit               | 1926                | Église Notre-Dame                                                         |
| Horloge publique                                                           | Estoublon                                               |                                                | 43° 56′ 37″ nord, 6° 10′ 21″ est | « PA00080391 » | Inscrit               | 1941                | Horloge publique                                                          |
| Tour de l'Horloge                                                          | Faucon-de-Barcelonnette                                 |                                                | 44° 23′ 38″ nord, 6° 40′ 42″ est | « PA00080392 » | Classé                | 1913                | Tour de l'Horloge                                                         |
| Cathédrale Notre-Dame-du-Bourguet                                          | Forcalquier                                             | Place du Bourguet                              | 43° 57′ 34″ nord, 5° 46′ 52″ est | « PA00080396 » | Classé                | 1914                | Cathédrale Notre-Dame-du-Bourguet                                         |
| Collège de Forcalquier                                                     | Forcalquier                                             | Place du Bourguet                              | 43° 57′ 36″ nord, 5° 46′ 51″ est | « PA00080394 » | Inscrit               | 1927                | Collège de Forcalquier                                                    |
| Couvent des Cordeliers                                                     | Forcalquier                                             | Boulevard des Martyrs de la Résistance         | 43° 57′ 33″ nord, 5° 47′ 00″ est | « PA00080395 » | Inscrit               | 1968                | Couvent des Cordeliers                                                    |
| Église Saint-Jean                                                          | Forcalquier                                             |                                                | 43° 57′ 15″ nord, 5° 47′ 05″ est | « PA00080393 » | Classé                | 1979                | Église Saint-Jean                                                         |
| Fontaine Saint-Michel                                                      | Forcalquier                                             | Place Saint-Michel                             | 43° 57′ 32″ nord, 5° 46′ 52″ est | « PA00080397 » | Classé                | 1910                | Fontaine Saint-Michel                                                     |
| Hôtel                                                                      | Forcalquier                                             | 3 rue Béranger                                 | 43° 57′ 36″ nord, 5° 46′ 51″ est | « PA04000018 » | Inscrit               | 1999                | Hôtel                                                                     |
| Hôtel Arnaud                                                               | Forcalquier                                             | 8 Grande-Rue                                   | 43° 57′ 31″ nord, 5° 46′ 50″ est | « PA00080398 » | Inscrit               | 1980                | Hôtel Arnaud                                                              |
| Hôtel d'Autane                                                             | Forcalquier                                             | 10 Grande-Rue                                  | 43° 57′ 31″ nord, 5° 46′ 50″ est | « PA00080399 » | Inscrit               | 1988                | Hôtel d'Autane                                                            |
| Maison Jean Rey                                                            | Forcalquier                                             | Rue Passere                                    | 43° 57′ 31″ nord, 5° 46′ 54″ est | « PA00080400 » | Inscrit               | 1943                | Maison Jean Rey                                                           |
| Prieuré et chapelle Saint-Pancrace                                         | Forcalquier                                             |                                                | 43° 57′ 15″ nord, 5° 47′ 05″ est | « PA04000010 » | Inscrit               | 1997                | Prieuré et chapelle Saint-Pancrace                                        |
| Oratoire Saint-Joseph                                                      | Le Fugeret                                              | Chemin d'Allons                                | 44° 00′ 15″ nord, 6° 38′ 24″ est | « PA00080401 » | Inscrit               | 1966                | Oratoire Saint-Joseph                                                     |
| Pont sur la Vaire                                                          | Le Fugeret                                              | Chemin d'Allons                                | 44° 00′ 15″ nord, 6° 38′ 24″ est | « PA00080402 » | Inscrit               | 1981                | Pont sur la Vaire                                                         |
| Pont romain                                                                | Ganagobie                                               | aussi sur la commune de Lurs                   | 43° 59′ 05″ nord, 5° 54′ 31″ est | « PA00080403 » | Classé                | 1963                | Pont romain                                                               |
| Prieuré de Ganagobie                                                       | Ganagobie                                               | R.N. 100                                       | 43° 59′ 53″ nord, 5° 54′ 29″ est | « PA00080404 » | Classé                | 1886 1925 1946 1988 | Prieuré de Ganagobie                                                      |
| Château de Lineau                                                          | Gréoux-les-Bains                                        | Domaine de Lineau                              | 43° 44′ 23″ nord, 5° 50′ 18″ est | « PA04000042 » | Inscrit               | 2023                | Image manquante Téléverser                                                |
| Château des Templiers de Gréoux-les-Bains                                  | Gréoux-les-Bains                                        | Esplanade Cadière                              | 43° 45′ 36″ nord, 5° 53′ 01″ est | « PA00080405 » | Classé                | 1840                | Château des Templiers de Gréoux-les-Bains                                 |
| Château des Magnans                                                        | Jausiers                                                |                                                | 44° 25′ 04″ nord, 6° 44′ 34″ est | « PA00080406 » | Inscrit               | 1986                | Château des Magnans                                                       |
| Église Saint-Nicolas-de-Myre                                               | Jausiers                                                |                                                | 44° 25′ 11″ nord, 6° 44′ 02″ est | « PA00080407 » | Classé                | 1921                | Église Saint-Nicolas-de-Myre                                              |
| Commanderie                                                                | Lardiers                                                |                                                | 44° 03′ 23″ nord, 5° 42′ 44″ est | « PA00080408 » | Inscrit               | 2017                | Commanderie                                                               |
| Église Sainte-Anne                                                         | Lardiers                                                |                                                | 44° 03′ 25″ nord, 5° 42′ 46″ est | « PA00080408 » | Classé Inscrit        | 1978 2017           | Église Sainte-Anne                                                        |
| Dolmen de Villard                                                          | Le Lauzet-Ubaye                                         |                                                | 44° 28′ 36″ nord, 6° 22′ 09″ est | « PA00080409 » | Classé                | 1900                | Dolmen de Villard                                                         |
| Pont romain                                                                | Le Lauzet-Ubaye                                         | C.D. 900                                       | 44° 25′ 53″ nord, 6° 26′ 04″ est | « PA00080410 » | Inscrit               | 1987                | Pont romain                                                               |
| Église Saint-Georges de Limans                                             | Limans                                                  |                                                | 43° 59′ 05″ nord, 5° 43′ 50″ est | « PA04000040 » | Inscrit               | 2019                | Église Saint-Georges de Limans                                            |
| Ferme fortifiée des Ybourgues                                              | Limans                                                  | Ybourgues                                      | 43° 57′ 52″ nord, 5° 43′ 54″ est | « PA00080411 » | Inscrit               | 2019                | Ferme fortifiée des Ybourgues                                             |
| Chapelle Notre-Dame-des-Anges                                              | Lurs                                                    | RD 116 Route de La Brillanne                   | 43° 56′ 46″ nord, 5° 52′ 05″ est | « PA04000011 » | Inscrit               | 1997                | Chapelle Notre-Dame-des-Anges                                             |
| Pont romain                                                                | Lurs aussi sur la commune de Ganagobie                  | R.N. 100                                       | 43° 59′ 05″ nord, 5° 54′ 31″ est | « PA00080412 » | Classé                | 1963                | Pont romain                                                               |
| Château de Malijai                                                         | Malijai                                                 |                                                | 44° 02′ 42″ nord, 6° 01′ 46″ est | « PA00080413 » | Classé                | 1983                | Château de Malijai                                                        |
| Église Saint-Jean-Baptiste                                                 | Mallefougasse-Augès                                     |                                                | 44° 03′ 59″ nord, 5° 53′ 53″ est | « PA04000012 » | Inscrit               | 1997                | Église Saint-Jean-Baptiste                                                |
| Château de Sauvan                                                          | Mane                                                    |                                                | 43° 55′ 13″ nord, 5° 45′ 35″ est | « PA00080414 » | Classé Inscrit        | 1957 2003           | Château de Sauvan                                                         |
| Église Saint-André et chapelle des pénitents blancs ou Notre-Dame de Pitié | Mane                                                    | place de l'Église                              | 43° 56′ 15″ nord, 5° 46′ 01″ est | « PA04000017 » | Inscrit               | 1993                | Église Saint-Andréet chapelle des pénitents blancs ou Notre-Dame de Pitié |
| Hôtel de Miravail                                                          | Mane                                                    | Rue Haute                                      | 43° 56′ 15″ nord, 5° 46′ 03″ est | « PA00080415 » | Inscrit Classé        | 1977                | Hôtel de Miravail                                                         |
| Pont romain                                                                | Mane                                                    | sur la Laye                                    | 43° 55′ 48″ nord, 5° 45′ 23″ est | « PA00080416 » | Classé                | 1970                | Pont romain                                                               |
| Prieuré de Châteauneuf                                                     | Mane                                                    | hameau de Châteauneuf                          | 43° 55′ 56″ nord, 5° 44′ 02″ est | « PA00080417 » | Classé Inscrit        | 1981                | Prieuré de Châteauneuf                                                    |
| Prieuré Notre-Dame                                                         | Mane                                                    |                                                | 43° 56′ 16″ nord, 5° 46′ 02″ est | « PA00080418 » | Classé Inscrit Classé | 1922 1980           | Prieuré Notre-Dame                                                        |
| Couvent des Observantins                                                   | Manosque                                                | Rue des Écoles                                 | 43° 50′ 05″ nord, 5° 47′ 01″ est | « PA00080419 » | Inscrit               | 1977                | Couvent des Observantins                                                  |
| Couvent de la Présentation                                                 | Manosque                                                | 7, 9 boulevard Élemir-Bourges                  | 43° 49′ 53″ nord, 5° 46′ 58″ est | « PA00080420 » | Classé                | 1987                | Couvent de la Présentation                                                |
| Croix                                                                      | Manosque                                                | Dans l'église Notre-Dame                       | 43° 50′ 01″ nord, 5° 46′ 59″ est | « PA00080421 » | Inscrit               | 1927                | Croix                                                                     |
| Église Notre-Dame-de-Romigier                                              | Manosque                                                | Place de l'Hôtel de Ville                      | 43° 50′ 01″ nord, 5° 46′ 59″ est | « PA00080422 » | Classé                | 1980                | Église Notre-Dame-de-Romigier                                             |
| Église Saint-Sauveur                                                       | Manosque                                                | Place Saint-Sauveur                            | 43° 49′ 58″ nord, 5° 47′ 01″ est | « PA00080423 » | Classé                | 1975                | Église Saint-Sauveur                                                      |
| Hôtel de Gassaud                                                           | Manosque                                                | 38 Grande-Rue                                  | 43° 49′ 58″ nord, 5° 47′ 00″ est | « PA00080424 » | Inscrit               | 1951                | Hôtel de Gassaud                                                          |
| Hôtel Isaac-Bourdin                                                        | Manosque                                                | 1 rue des Marchands 22 rue Soubeyran           | 43° 50′ 05″ nord, 5° 46′ 56″ est | « PA00135599 » | Inscrit               | 1995                | Hôtel Isaac-Bourdin                                                       |
| Hôtel de ville                                                             | Manosque                                                | Place de l'Hôtel-de-Ville                      | 43° 50′ 02″ nord, 5° 46′ 57″ est | « PA00080425 » | Inscrit               | 1946                | Hôtel de ville                                                            |
| Immeuble                                                                   | Manosque                                                | 5, 7 Grande-Rue Rue Torte                      | 43° 49′ 55″ nord, 5° 47′ 01″ est | « PA00080426 » | Inscrit               | 1987                | Immeuble                                                                  |
| Maison « Le Paraïs »                                                       | Manosque                                                | Montée des Vraies Richesses                    | 43° 50′ 01″ nord, 5° 47′ 22″ est | « PA04000006 » | Inscrit               | 1996                | Maison « Le Paraïs »                                                      |
| Porte de la Saunerie                                                       | Manosque                                                | Rue Grande                                     | 43° 49′ 54″ nord, 5° 47′ 02″ est | « PA00080427 » | Classé                | 1886                | Porte de la Saunerie                                                      |
| Porte de Soubeyran                                                         | Manosque                                                | Rue du Soubeyran                               | 43° 50′ 07″ nord, 5° 46′ 54″ est | « PA00080428 » | Inscrit               | 1933                | Porte de Soubeyran                                                        |
| Tour du Mont d'Or                                                          | Manosque                                                |                                                | 43° 50′ 15″ nord, 5° 47′ 39″ est | « PA00080429 » | Inscrit               | 1927                | Tour du Mont d'Or                                                         |
| Église Saint-Étienne                                                       | Marcoux                                                 |                                                | 44° 07′ 43″ nord, 6° 16′ 35″ est | « PA00080430 » | Inscrit               | 1927                | Église Saint-Étienne                                                      |
| Chapelle Saint-Honorat                                                     | Les Mées                                                | Les Petits Camps                               | 43° 58′ 14″ nord, 5° 56′ 05″ est | « PA00080431 » | Classé                | 1983                | Chapelle Saint-Honorat                                                    |
| Hôtel de Crose et portail Saint-Félix                                      | Les Mées                                                | 7, 9 rue Font-Neuve 6 traverse Bonne-Fontaine  | 44° 01′ 42″ nord, 5° 58′ 36″ est | « PA00080432 » | Inscrit               | 1989                | Hôtel de Crose et portail Saint-Félix                                     |
| Château de Fontenelle                                                      | Mirabeau                                                |                                                | 44° 02′ 17″ nord, 6° 05′ 01″ est | « PA00080433 » | Inscrit               | 1980                | Château de Fontenelle                                                     |
| Église Saint-Julien                                                        | Montagnac-Montpezat                                     |                                                | 43° 45′ 08″ nord, 6° 05′ 19″ est | « PA04000025 » | Inscrit               | 2003                | Église Saint-Julien                                                       |
| Église Saint-Donat                                                         | Montfort                                                |                                                | 44° 03′ 31″ nord, 5° 56′ 27″ est | « PA00080434 » | Classé                | 1959                | Église Saint-Donat                                                        |
| Chapelle Saint-Elzéar                                                      | Montfuron                                               | Chemin Saint-Elzéar                            | 43° 50′ 01″ nord, 5° 41′ 48″ est | « PA00080435 » | Classé                | 1981                | Chapelle Saint-Elzéar                                                     |
| Source salée                                                               | Moriez                                                  | Beaumenière                                    | 43° 58′ 00″ nord, 6° 26′ 16″ est | « PA04000016 » | Inscrit               | 1993                | Source salée                                                              |
| Chapelle Notre-Dame                                                        | Moustiers-Sainte-Marie                                  |                                                | 43° 50′ 53″ nord, 6° 13′ 27″ est | « PA00080436 » | Classé                | 1921                | Chapelle Notre-Dame                                                       |
| Cippe en pierre                                                            | Moustiers-Sainte-Marie                                  |                                                | 43° 50′ 52″ nord, 6° 13′ 23″ est | « PA00080437 » | Classé                | 1913                | Cippe en pierre                                                           |
| Église Notre-Dame-de-l'Assomption                                          | Moustiers-Sainte-Marie                                  |                                                | 43° 50′ 50″ nord, 6° 13′ 20″ est | « PA00080438 » | Classé                | 1913                | Église Notre-Dame-de-l'Assomption                                         |
| Pont d'Aiguines                                                            | Moustiers-Sainte-Marie                                  | R.N. 557                                       | à géolocaliser                   | « PA00080439 » | Inscrit               | 1945                | Pont d'Aiguines                                                           |
| Église Notre-Dame-de-Bethléem                                              | Noyers-sur-Jabron                                       |                                                | 44° 11′ 12″ nord, 5° 49′ 39″ est | « PA00080440 » | Classé                | 1913                | Église Notre-Dame-de-Bethléem                                             |
| Château de la Palud-sur-Verdon                                             | La Palud-sur-Verdon                                     |                                                | 43° 46′ 47″ nord, 6° 20′ 28″ est | « PA00080441 » | Inscrit               | 1988                | Château de la Palud-sur-Verdon                                            |
| Église Notre-Dame-de-Vauvert                                               | La Palud-sur-Verdon                                     |                                                | 43° 46′ 48″ nord, 6° 20′ 33″ est | « PA00080442 » | Inscrit               | 1948                | Église Notre-Dame-de-Vauvert                                              |
| Église Saint-Pons                                                          | Peyroules                                               | Ville                                          | 43° 48′ 55″ nord, 6° 38′ 34″ est | « PA04000028 » | Inscrit               | 2006                | Image manquante Téléverser                                                |
| Chapelle Saint-Pierre                                                      | Pierrerue                                               | Saint-Pierre                                   | 43° 57′ 25″ nord, 5° 50′ 01″ est | « PA00080444 » | Inscrit               | 1984                | Chapelle Saint-Pierre                                                     |
| Château Sainte-Marguerite                                                  | Pierrevert                                              | Route de la Bastide-des-Jourdans               | 43° 48′ 10″ nord, 5° 41′ 47″ est | « PA04000027 » | Inscrit               | 2005                | Château Sainte-Marguerite                                                 |
| Église Saint-Pierre                                                        | Pierrevert                                              | Place de l'Eglise                              | 43° 48′ 44″ nord, 5° 44′ 56″ est | « PA00080445 » | Inscrit               | 1937                | Église Saint-Pierre                                                       |
| Porte Saint-Joseph                                                         | Pierrevert                                              | Rue de la Frache                               | 43° 48′ 44″ nord, 5° 44′ 59″ est | « PA00080446 » | Inscrit               | 1937                | Porte Saint-Joseph                                                        |
| Chapelle Saint-Apollinaire                                                 | Puimoisson                                              |                                                | 43° 51′ 30″ nord, 6° 09′ 34″ est | « PA00080447 » | Classé                | 1976                | Chapelle Saint-Apollinaire                                                |
| Église Saint-Michel                                                        | Puimoisson                                              |                                                | 43° 51′ 45″ nord, 6° 07′ 38″ est | « PA00080448 » | Inscrit               | 1926                | Église Saint-Michel                                                       |
| Abri Donner                                                                | Quinson                                                 |                                                | 43° 41′ 38″ nord, 6° 01′ 59″ est | « PA00080514 » | Inscrit               | 1992                | Image manquante Téléverser                                                |
| Grotte de la Baume Bonne                                                   | Quinson                                                 |                                                | 43° 42′ 01″ nord, 6° 03′ 21″ est | « PA00080515 » | Inscrit               | 1992                | Grotte de la Baume Bonne                                                  |
| Village médiéval de Quinson                                                | Quinson                                                 |                                                | 43° 42′ 04″ nord, 6° 01′ 47″ est | « PA04000033 » | Classé                | 1993                | Image manquante Téléverser                                                |
| Ferme des Graves                                                           | Redortiers                                              |                                                | 44° 05′ 36″ nord, 5° 36′ 46″ est | « PA04000008 » | Inscrit               | 1996                | Ferme des Graves                                                          |
| Jas des Terres de Roux                                                     | Redortiers                                              |                                                | 44° 08′ 04″ nord, 5° 37′ 25″ est | « PA04000024 » | Inscrit               | 1993                | Jas des Terres de Roux                                                    |
| Moulin de Giono                                                            | Redortiers                                              |                                                | 44° 06′ 00″ nord, 5° 36′ 57″ est | « PA04000007 » | Inscrit               | 1996                | Image manquante Téléverser                                                |
| Église Notre-Dame-de-l'Assomption de Reillanne                             | Reillanne                                               |                                                | 43° 52′ 34″ nord, 5° 39′ 37″ est | « PA04000038 » | Inscrit               | 2019                | Église Notre-Dame-de-l'Assomption de Reillanne                            |
| Moulin Delestic                                                            | Reillanne                                               |                                                | 43° 53′ 12″ nord, 5° 41′ 49″ est | « PA04000015 » | Inscrit               | 1993                | Moulin Delestic                                                           |
| Porte Saint-Pierre                                                         | Reillanne                                               |                                                | 43° 52′ 40″ nord, 5° 39′ 41″ est | « PA00080449 » | Inscrit               | 1984                | Porte Saint-Pierre                                                        |
| Presbytère de Reillanne                                                    | Reillanne                                               |                                                | 43° 52′ 46″ nord, 5° 39′ 39″ est | « PA04000039 » | Inscrit               | 2019                | Image manquante Téléverser                                                |
| Remparts                                                                   | Revest-des-Brousses                                     | C.G.C. 5                                       | 43° 58′ 20″ nord, 5° 40′ 20″ est | « PA00080450 » | Inscrit               | 1943                | Remparts                                                                  |
| Baptistère de Riez                                                         | Riez                                                    |                                                | 43° 48′ 57″ nord, 6° 05′ 23″ est | « PA00080451 » | Classé                | 1840                | Baptistère de Riez                                                        |
| Chapelle Saint-Maxime                                                      | Riez                                                    |                                                | 43° 49′ 15″ nord, 6° 05′ 49″ est | « PA00080452 » | Classé Inscrit        | 1921 2022           | Chapelle Saint-Maxime                                                     |
| Colonnes de Riez                                                           | Riez                                                    |                                                | 43° 49′ 01″ nord, 6° 05′ 18″ est | « PA00080453 » | Classé                | 1840                | Colonnes de Riez                                                          |
| Fontaine de la Colonne                                                     | Riez                                                    |                                                | 43° 49′ 02″ nord, 6° 05′ 38″ est | « PA00080454 » | Classé                | 1921                | Fontaine de la Colonne                                                    |
| Hôtel                                                                      | Riez                                                    | 7 place Saint-Antoine                          | 43° 49′ 04″ nord, 6° 05′ 35″ est | « PA04000020 » | Inscrit               | 1999                | Hôtel                                                                     |
| Hôtel Ferrier (détruit)                                                    | Riez                                                    | 1 Grand-Rue                                    | 43° 49′ 05″ nord, 6° 05′ 34″ est | « PA00080456 » | Classé                | 1986                | Hôtel Ferrier(détruit)                                                    |
| Hôtel de Mazan                                                             | Riez                                                    | 12 Grande-Rue                                  | 43° 49′ 06″ nord, 6° 05′ 32″ est | « PA00080455 » | Classé                | 1988                | Hôtel de Mazan                                                            |
| Maison à encorbellement                                                    | Riez                                                    | 3 Grand-Rue                                    | 43° 49′ 05″ nord, 6° 05′ 34″ est | « PA04000019 » | Inscrit               | 1999                | Maison à encorbellement                                                   |
| Maison du XVIIe siècle                                                     | Riez                                                    | 31 Grand-Rue                                   | 43° 49′ 07″ nord, 6° 05′ 29″ est | « PA04000041 » | Inscrit               | 2022                | Maison du XVIIe siècle                                                    |
| Porte d'Ayguières                                                          | Riez                                                    |                                                | 43° 49′ 03″ nord, 6° 05′ 38″ est | « PA00080457 » | Classé                | 1921                | Porte d'Ayguières                                                         |
| Porte Saint-Sébastien                                                      | Riez                                                    | Faubourg Saint-Sébastien                       | 43° 49′ 08″ nord, 6° 05′ 28″ est | « PA00080457 » | Classé                | 1921                | Porte Saint-Sébastien                                                     |
| Vestiges antiques                                                          | Riez                                                    | Pré de Foire                                   | 43° 49′ 32″ nord, 6° 07′ 47″ est | « PA00080458 » | Classé                | 1983                | Vestiges antiques                                                         |
| Château de Campagne                                                        | Roumoules                                               | Route des Châteaux (D 952)                     | 43° 49′ 13″ nord, 6° 06′ 44″ est | « PA00080459 » | Inscrit Classé        | 1989 1992           | Image manquante Téléverser                                                |
| Pont de Gueydan (démoli en 1944)                                           | Saint-Benoît                                            | R.N. 202                                       | 43° 58′ 16″ nord, 6° 45′ 37″ est | « PA00080460 » | Classé                | 1944                | Pont de Gueydan(démoli en 1944)                                           |
| Pont de la reine Jeanne                                                    | Saint-Benoît                                            | R.N. 207                                       | 43° 57′ 31″ nord, 6° 44′ 02″ est | « PA00080461 » | Inscrit               | 1928                | Pont de la reine Jeanne                                                   |
| Abbaye Notre-Dame de Lure                                                  | Saint-Étienne-les-Orgues                                |                                                | 44° 05′ 48″ nord, 5° 47′ 32″ est | « PA00080462 » | Classé                | 1980                | Abbaye Notre-Dame de Lure                                                 |
| Chapelle Notre-Dame                                                        | Saint-Geniez                                            |                                                | 44° 14′ 14″ nord, 6° 04′ 51″ est | « PA00080463 » | Classé                | 1997                | Chapelle Notre-Dame                                                       |
| Église Saint-Genes                                                         | Saint-Geniez                                            |                                                | 44° 14′ 44″ nord, 6° 03′ 12″ est | « PA04000026 » | Inscrit               | 1993                | Image manquante Téléverser                                                |
| Inscription de la Pierre Écrite                                            | Saint-Geniez                                            | Défilé de la Pierre Écrite                     | 44° 14′ 20″ nord, 6° 01′ 01″ est | « PA00080464 » | Classé                | 1909                | Inscription de la Pierre Écrite                                           |
| Chapelle Saint-Jean                                                        | Saint-Jeannet                                           |                                                | 43° 57′ 22″ nord, 6° 07′ 25″ est | « PA00080465 » | Inscrit               | 1954                | Chapelle Saint-Jean                                                       |
| Château de Saint-Maime                                                     | Saint-Maime                                             |                                                | 43° 54′ 18″ nord, 5° 47′ 34″ est | « PA04000013 » | Inscrit               | 1998                | Château de Saint-Maime                                                    |
| Église Saint-Martin                                                        | Saint-Martin-de-Brômes                                  |                                                | 43° 46′ 14″ nord, 5° 56′ 43″ est | « PA00080466 » | Inscrit               | 1959                | Église Saint-Martin                                                       |
| Tour de l'Horloge                                                          | Saint-Martin-de-Brômes                                  |                                                | 43° 46′ 14″ nord, 5° 56′ 42″ est | « PA00080467 » | Classé                | 1921                | Tour de l'Horloge                                                         |
| Église Saint-Martin                                                        | Saint-Martin-les-Eaux                                   |                                                | 43° 52′ 30″ nord, 5° 44′ 03″ est | « PA00080468 » | Inscrit               | 1972                | Église Saint-Martin                                                       |
| Chapelle Saint-Jean                                                        | Saint-Michel-l'Observatoire                             |                                                | 43° 55′ 31″ nord, 5° 43′ 14″ est | « PA00080470 » | Inscrit               | 1979                | Chapelle Saint-Jean                                                       |
| Église Saint-Michel                                                        | Saint-Michel-l'Observatoire                             | Rue Grande                                     | 43° 54′ 39″ nord, 5° 42′ 54″ est | « PA00080469 » | Classé                | 1942                | Église Saint-Michel                                                       |
| Chapelle Saint-Paul                                                        | Saint-Michel-l'Observatoire                             |                                                | 43° 54′ 08″ nord, 5° 42′ 59″ est | « PA00080471 » | Classé                | 1930                | Chapelle Saint-Paul                                                       |
| Église Sainte-Marie-Madeleine                                              | Saint-Michel-l'Observatoire                             | Lincel                                         | 43° 53′ 24″ nord, 5° 42′ 24″ est | « PA00080472 » | Inscrit               | 1988                | Église Sainte-Marie-Madeleine                                             |
| Observatoire de Haute-Provence                                             | Saint-Michel-l'Observatoire                             |                                                | 43° 55′ 51″ nord, 5° 42′ 48″ est | « PA04000036 » | Inscrit               | 2017                | Observatoire de Haute-Provence                                            |
| Tour de Porchères                                                          | Saint-Michel-l'Observatoire                             |                                                | 43° 54′ 57″ nord, 5° 44′ 31″ est | « PA00080473 » | Inscrit               | 1961                | Tour de Porchères                                                         |
| Cimetière                                                                  | Saint-Paul-sur-Ubaye                                    |                                                | 44° 35′ 37″ nord, 6° 50′ 49″ est | « PA00080474 » | Classé                | 1941                | Cimetière                                                                 |
| Église Saint-Antoine                                                       | Saint-Paul-sur-Ubaye                                    |                                                | 44° 35′ 37″ nord, 6° 50′ 48″ est | « PA00080476 » | Classé                | 1920                | Église Saint-Antoine                                                      |
| Église Saint-Jean-Baptiste                                                 | Saint-Paul-sur-Ubaye                                    | Fouillouse                                     | 44° 31′ 33″ nord, 6° 48′ 12″ est | « PA04000035 » | Inscrit               | 2019                | Église Saint-Jean-Baptiste                                                |
| Église Saint-Pierre-et-Paul de Saint-Paul-sur-Ubaye                        | Saint-Paul-sur-Ubaye                                    |                                                | 44° 30′ 53″ nord, 6° 45′ 04″ est | « PA00080475 » | Classé                | 1921                | Église Saint-Pierre-et-Paul de Saint-Paul-sur-Ubaye                       |
| Fort de Tournoux                                                           | Saint-Paul-sur-Ubaye (aussi sur La Condamine-Châtelard) |                                                | 44° 28′ 11″ nord, 6° 45′ 10″ est | « PA04000034 » | Inscrit               | 2016                | Fort de Tournoux                                                          |
| Redoute de Berwick                                                         | Saint-Paul-sur-Ubaye                                    | R.N. 202                                       | 44° 29′ 00″ nord, 6° 45′ 03″ est | « PA00080477 » | Inscrit               | 1940                | Redoute de Berwick                                                        |
| Église Saint-Pons                                                          | Saint-Pons                                              |                                                | 44° 23′ 33″ nord, 6° 37′ 42″ est | « PA00080478 » | Classé                | 1912                | Église Saint-Pons                                                         |
| Chapelle Sainte-Tulle                                                      | Sainte-Tulle                                            |                                                | 43° 46′ 57″ nord, 5° 46′ 09″ est | « PA04000031 » | Inscrit               | 2011                | Chapelle Sainte-Tulle                                                     |
| Fort Joubert                                                               | Saint-Vincent-les-Forts                                 |                                                | 44° 26′ 47″ nord, 6° 22′ 24″ est | « PA00080479 » | Classé                | 1994                | Fort Joubert                                                              |
| Tour Lesdiguières                                                          | Selonnet                                                |                                                | 44° 22′ 15″ nord, 6° 18′ 36″ est | « PA00080480 » | Inscrit               | 1984                | Tour Lesdiguières                                                         |
| Cathédrale Notre-Dame-de-l'Assomption                                      | Senez                                                   |                                                | 43° 54′ 47″ nord, 6° 24′ 23″ est | « PA00080481 » | Classé                | 1910                | Cathédrale Notre-Dame-de-l'Assomption                                     |
| Fontaine de Senez                                                          | Senez                                                   |                                                | 43° 54′ 49″ nord, 6° 24′ 28″ est | « PA00080482 » | Inscrit               | 1930                | Fontaine de Senez                                                         |
| Bastion des Pénitents                                                      | Seyne                                                   |                                                | 44° 20′ 59″ nord, 6° 21′ 19″ est | « PA00080483 » | Inscrit               | 1988                | Bastion des Pénitents                                                     |
| Citadelle                                                                  | Seyne                                                   |                                                | 44° 21′ 06″ nord, 6° 21′ 16″ est | « PA00080484 » | Classé Inscrit        | 1978                | Citadelle                                                                 |
| Couvent des Dominicains                                                    | Seyne                                                   | Grande-Rue                                     | 44° 21′ 02″ nord, 6° 21′ 22″ est | « PA00080485 » | Inscrit               | 1988                | Couvent des Dominicains                                                   |
| Église Notre-Dame-de-Nazareth                                              | Seyne                                                   |                                                | 44° 21′ 03″ nord, 6° 21′ 16″ est | « PA00080486 » | Classé                | 1862                | Église Notre-Dame-de-Nazareth                                             |
| Château de Bel Air                                                         | Sigonce                                                 | Quartier des Sorgues                           | 44° 00′ 02″ nord, 5° 50′ 08″ est | « PA00080512 » | Inscrit               | 1990                | Château de Bel Air                                                        |
| Église Saint-Claude                                                        | Sigonce                                                 | Rue Grande                                     | 43° 59′ 44″ nord, 5° 50′ 28″ est | « PA00080487 » | Inscrit               | 1967                | Église Saint-Claude                                                       |
| Château de Simiane                                                         | Simiane-la-Rotonde                                      |                                                | 43° 58′ 53″ nord, 5° 33′ 41″ est | « PA04000014 » | Classé Inscrit Classé | 1862 1998 2000      | Château de Simiane                                                        |
| Église Sainte-Victoire                                                     | Simiane-la-Rotonde                                      |                                                | 43° 58′ 53″ nord, 5° 33′ 47″ est | « PA00080488 » | Classé                | 1922                | Église Sainte-Victoire                                                    |
| Maison                                                                     | Simiane-la-Rotonde                                      |                                                | 43° 58′ 52″ nord, 5° 33′ 46″ est | « PA00080489 » | Inscrit               | 1932                | Image manquante Téléverser                                                |
| Chapelle Saint-Marcel                                                      | Sisteron                                                | La Baume                                       | 44° 12′ 07″ nord, 5° 56′ 49″ est | « PA00080492 » | Classé                | 1984                | Chapelle Saint-Marcel                                                     |
| Citadelle                                                                  | Sisteron                                                |                                                | 44° 11′ 56″ nord, 5° 56′ 35″ est | « PA00080493 » | Classé Inscrit Classé | 1925 2013 2015      | Citadelle                                                                 |
| Couvent de la Visitation Musée du Temps                                    | Sisteron                                                | Rue de la Mission                              | 44° 11′ 45″ nord, 5° 56′ 39″ est | « PA00080494 » | Inscrit               | 1984                | Couvent de la VisitationMusée du Temps                                    |
| Église des Dominicains de la Baume                                         | Sisteron                                                | La Baume                                       | 44° 12′ 09″ nord, 5° 56′ 50″ est | « PA00080495 » | Classé                | 1963                | Église des Dominicains de la Baume                                        |
| Église Notre-Dame                                                          | Sisteron                                                |                                                | 44° 11′ 44″ nord, 5° 56′ 37″ est | « PA00080491 » | Classé                | 1840                | Église Notre-Dame                                                         |
| Enceinte                                                                   | Sisteron                                                |                                                | 44° 11′ 43″ nord, 5° 56′ 35″ est | « PA00080496 » | Classé                | 1875                | Enceinte                                                                  |
| Hôtel d'Ornano                                                             | Sisteron                                                | 14 rue de la Mercerie                          | 44° 11′ 50″ nord, 5° 56′ 41″ est | « PA00080499 » | Inscrit               | 1948                | Hôtel d'Ornano                                                            |
| Hôpital                                                                    | Sisteron                                                | avenue de la Libération                        | 44° 11′ 37″ nord, 5° 56′ 38″ est | « PA00080497 » | Inscrit               | 1989                | Hôpital                                                                   |
| Maison des missionnaires de la Croix                                       | Sisteron                                                | 17 rue de la Mission                           | 44° 11′ 44″ nord, 5° 56′ 41″ est | « PA00080498 » | Inscrit               | 1987                | Maison des missionnaires de la Croix                                      |
| Église Notre-Dame                                                          | Tartonne                                                |                                                | 44° 03′ 55″ nord, 6° 23′ 34″ est | « PA00080500 » | Inscrit               | 1972                | Église Notre-Dame                                                         |
| Source salée                                                               | Tartonne                                                | La Salaou                                      | 44° 03′ 51″ nord, 6° 24′ 30″ est | « PA04000021 » | Inscrit               | 1993                | Source salée                                                              |
| Église Notre-Dame-de-Bethléem                                              | Thoard                                                  |                                                | 44° 08′ 59″ nord, 6° 08′ 49″ est | « PA00080501 » | Classé                | 1994                | Église Notre-Dame-de-Bethléem                                             |
| Chapelle Saint-Thomas                                                      | Thorame-Basse                                           |                                                | 44° 04′ 51″ nord, 6° 28′ 41″ est | « PA00080502 » | Classé                | 1991                | Image manquante Téléverser                                                |
| Église Notre-Dame-et-Saint-Pons                                            | Thorame-Haute                                           | Hameau de Peyresq                              | 44° 04′ 02″ nord, 6° 37′ 03″ est | « PA00080443 » | Inscrit               | 1971                | Image manquante Téléverser                                                |
| Pont du Moulin                                                             | Thorame-Haute                                           |                                                | 44° 06′ 01″ nord, 6° 34′ 10″ est | « PA00080503 » | Classé                | 1977                | Pont du Moulin                                                            |
| Château de Castellet-Saint-Cassien                                         | Val-de-Chalvagne                                        |                                                | 43° 54′ 51″ nord, 6° 48′ 30″ est | « PA04000032 » | inscription           | 2012                | Château de Castellet-Saint-Cassien                                        |
| Clos de Villeneuve                                                         | Valensole                                               |                                                | 43° 49′ 43″ nord, 5° 58′ 40″ est | « PA04000037 » | Inscrit               | 2018                | Clos de Villeneuve                                                        |
| Église Saint-Denis                                                         | Valensole                                               | Place du Marché Rue des Ancres Cour du Doyenné | 43° 50′ 14″ nord, 5° 58′ 59″ est | « PA00135600 » | Inscrit               | 1994 1995           | Église Saint-Denis                                                        |
| Grande Fontaine                                                            | Valensole                                               | Place Thiers                                   | 43° 50′ 14″ nord, 5° 59′ 07″ est | « PA00080504 » | Classé                | 1962                | Grande Fontaine                                                           |
| Chapelle Notre-Dame de Valvert                                             | Vergons                                                 |                                                | 43° 54′ 46″ nord, 6° 35′ 46″ est | « PA00080505 » | Classé                | 1927                | Chapelle Notre-Dame de Valvert                                            |
| Cadran solaire                                                             | Villars-Colmars                                         | Place Aco de Gravier                           | 44° 09′ 58″ nord, 6° 36′ 13″ est | « PA00080506 » | Inscrit               | 1948                | Cadran solaire                                                            |
| Prieuré Notre-Dame-du-Largue                                               | Villemus                                                |                                                | 43° 52′ 35″ nord, 5° 42′ 14″ est | « PA00080507 » | Inscrit               | 1989                | Prieuré Notre-Dame-du-Largue                                              |
| Église Saint-Saturin-Saint-Sébastien                                       | Villeneuve                                              | Montée de l’Église                             | 43° 53′ 40″ nord, 5° 51′ 39″ est | « PA00080508 » | Inscrit               | 1926                | Église Saint-Saturin-Saint-Sébastien                                      |
| Château de Volonne Mairie                                                  | Volonne                                                 |                                                | 44° 06′ 41″ nord, 6° 00′ 50″ est | « PA00080509 » | Inscrit Classé        | 1987 1992           | Château de VolonneMairie                                                  |
| Église Saint-Martin                                                        | Volonne                                                 |                                                | 44° 06′ 54″ nord, 6° 00′ 53″ est | « PA00080510 » | Classé                | 1971                | Église Saint-Martin                                                       |
| Prieuré Saint-Jean-de-Taravon                                              | Volonne                                                 |                                                | 44° 07′ 30″ nord, 6° 00′ 15″ est | « PA00080513 » | Inscrit               | 1992                | Prieuré Saint-Jean-de-Taravon                                             |